# 道坂忠久
道坂 忠久（どうさか ただひさ）は日本テレビ放送網コンテンツ制作局担当局次長兼ドラマ担当チーフプロデューサー。以前は情報・制作局チーフプロデューサー。

## 人物
- プロデューサーを務める前は、演出、企画・演出、総合演出を担当していた。
- 2010年にプロデューサーに昇格し森實陽三、松岡至チーフプロデューサーの下で環真吾、田中宏史プロデューサー、総合演出担当清水星人、髙橋利之と共に担当していた。
- 2012年には「ザ!鉄腕!DASH!!」では島田総一郎、「天才!志村どうぶつ園」では下田明宏プロデューサーと共に菅賢治チーフプロデューサーの下で担当する。
- 2014年6月1日には、加藤幸二郎チーフプロデューサーの下で、統括プロデューサーに昇格し、一部の番組で担当していた。
- 2015年6月1日付でチーフプロデューサーに昇格し加藤幸二郎チーフプロデューサーが担当していた番組を引き継いだ。
- 2016年6月1日付で担当していた一部の番組を森實陽三チーフプロデューサーに引き継ぎ、田中宏史チーフプロデューサーが担当していた一部の番組を引き継いだ。
- 2017年6月1日付で松岡至チーフプロデューサーが担当していた一部の番組を引き継いだ。
- 2018年6月1日付で担当していた一部の番組を横田崇チーフプロデューサーに引き継ぎ、糸井聖一チーフプロデューサーが担当していた一部の番組を引き継いだ。
- 2019年6月1日付で荻野健チーフプロデューサーが担当していた番組を引き継ぎ、一部の番組を川邊昭宏チーフプロデューサーに引き継いだ。
- 2020年10月1日付でグローバルビジネス局イベント事業部長に昇進したため、担当していた番組を土屋拓、清水星人、江成真二チーフプロデューサーに引き継いだ。
- 2022年6月1日付でグローバルビジネス局IPビジネス部長。ニチエンプロダクション非常勤取締役。
- 2024年6月1日付で現職。

## 現在の担当番組

### 制作
- パンドラの果実〜科学犯罪捜査ファイル
- 24時間テレビ 「愛は地球を救う」（2024年、2015年は田中宏史CP・2016年は伊東修CP・2018年は遠藤正累CPと共同、2014年は総合プロデューサー、2015年～2019年はCP）

### チーフプロデューサー
- 恋は闇

## 過去の担当番組
- 演出
  - SPORTS★LEGEND
- 企画・演出
  - 超!真実決定トーナメント
- 総合演出
  - スポーツうるぐす
- プロデューサー
  - スター☆ドラフト会議
  - マンガみたいな本当の話
- 統括プロデューサー
  - 今夜はパーリナイト!
- チーフプロデューサー
  - 東野・岡村の旅猿 プライベートでごめんなさい… シーズン7のみ
  - 4コマコント 起笑転結
  - ぐるぐるナインティナイン
  - 愛され女と独身有田
  - 変ラボ
  - 世界の果てまでイッテQ!
  - 得する人損する人
  - 犬も食わない
  - 月曜から夜ふかし
  - グサッとアカデミア
  - ミラクル アインシュタイン
  - 笑いのゴッドファーザー オレたちに頭を下げさせろ
  - QUIZ ジショモン
  - 眠れる森の美術館
  - コメンテーター予備校
  - 日テレ系音楽の祭典 ベストアーティスト
  - THE MUSIC DAY
  - 天才!志村どうぶつ園
  - ZIP!
  - マツコ会議
  - ニノさん
  - ザ!鉄腕!DASH!!
  - 幸せ!ボンビーガール
  - 嵐にしやがれ
  - ハネノバス
  - 花咲舞が黙ってない
  - うわっ!ダマされた大賞
  - 日テレ系人気番組No.1決定戦（横田崇、川邊昭宏CPと共同、その前は田中宏史、伊東修CPと共同）
  - くりぃむしちゅーのレジェンド
  - 芸人報道
  - はじめてのおつかい
  - はじめまして!一番遠い親戚さん
  - ロバート秋山・千鳥ノブ＆田中みな実の上書きゴシップ～ちょっとそれ違うんです～（2020年3月22日放送）[1]
  - 女が女に怒る夜
  - 関ジャニ特命捜査班7係
  - ダイエット・ヴィレッジ
  - 出川哲朗のアイ・アム・スタディー
  - 金曜ロードSHOW!・特別エンターテインメント全国好きな嫌いなアナウンサー大賞
  - Sexy Zoneのたった3日間で人生は変わるのか!?（遠藤正累CPと共同）
  - ＃渡辺直美のヤバスタグラム
  - 若林ノブ秋山の 揃いも揃って言ったコト
  - 東野・加藤この歌が聴きたいベストテン
  - 50日間で女性の顔は変わるのか!?
  - お笑いG7サミット
  - はじめましてわたしを好きなひと
  - 街並み照らすヤツら
  - マル秘の密子さん
  - 潜入兄妹 特殊詐欺特命捜査官
  - ホットスポット
- スタッフ
  - 新春スポーツスペシャル箱根駅伝